# Yūji Nishida
Yūji Nishida (em japonês:  西田 有志, Nishida Yūji, Inabe, 30 de janeiro de 2000) é um jogador de voleibol japonês que atua na posição de oposto.

## Carreira

### Clubes
Nishida fez sua estreia profissional com o JTEKT Stings na V.Premier League em 6 de janeiro de 2018, em uma partida contra o Osaka Blazers Sakai. Sua impressionante estreia aos 17 anos da idade logo lhe rendeu uma posição fixa no clube, assim como na seleção adulta japonesa. Na temporada 2019–20, ajudou o clube fundado em 1958 a conquistar o seu primeiro título da V.Premier League. No final de 2020, conquistou outro inédito título para o clube, a Copa do Imperador, após bater o Panasonic Panthers por 3 sets a 1 sets.
Na temporada seguinte, faz a sua estreia internacional ao assinar contrato com o Callipo Sport para atuar no Campeonato Italiano. Após a penúltima colocação no campeonato italiano culminando no rebaixamento da equipe da cidade de Maierato, o oposto retornou ao seu país de origem para representar as cores do JTEKT Stings novamente.
Poucas semanas após o início da temporada 2022–23 da V.League, Nishida adoeceu com uma doença não identificada, resultando em uma febre alta contínua que o deixou afastado das quadras por três semanas. Ao longo desse período, Nishida passou por diversos exames médicos, mas infelizmente nenhum deles deu resultados conclusivos. À medida que seus sintomas desapareceram gradualmente, Nishida recebeu autorização médica para voltar a jogar e ajudou a sua equipe a conquistar o título da Copa do Imperador de 2022.
Em julho de 2023, Nishida foi anunciado como o novo reforço do Panasonic Panthers, time da primeira divisão japonesa comandada pelo técnico francês Laurent Tillie.

### Seleção
Nishida representou a seleção japonesa no Campeonato Asiático Sub-18 que ocorreu em Myanmar, em 2017. Conquistou o título da edição após derrotar a seleção sul-coreana por 3 sets a 0. No ano seguinte foi convocado para competir pela seleção adulta japonesa na Liga das Nações de 2018, terminando na 12ª colocação. No mesmo ano competiu o Campeonato Mundial de 2018, onde terminou na 17ª colocação.
Disputando sua primeira Olimpíada da carreira, Nishida ajudou a seleção japonesa a avançar as quartas de final, feito alcançado pela última vez nos Jogos Olímpicos de 1976. Mesmo sendo o destaque da partida, a seleção anfitriã se despediu da competição após perder a partida para seleção brasileira por 3 sets a 0, na Ariake Arena.

## Vida pessoal
Em dezembro de 2022, Nishida anunciou que estava se relacionando com a também jogadora de voleibol Sarina Koga. Em maio de 2023, o atleta comunicou através de suas redes sociais: "A todos os nossos fãs, queremos agradecer pelo seu apoio caloroso e contínuo. Temos o prazer de anunciar que nós, Yuji Nishida e Sarina Koga, agora estamos casados."

## Títulos
JTEKT Stings
- Campeonato Japonês: 2019–20
- Copa do Imperador: 2021, 2022

Seleção Japonesa
- Campeonato Asiático Sub-18: 2017

## Clubes
| Anos      | Clube              |
| --------- | ------------------ |
| 2017–2021 | JTEKT Stings       |
| 2021–2022 | Callipo Sport      |
| 2022–2023 | JTEKT Stings       |
| 2023–     | Panasonic Panthers |

## Prêmios individuais
- 2019: Copa do Mundo – Melhor oposto
- 2020: Campeonato Japonês – MVP e melhor oposto